# Rolf Sulanke
Rolf Sulanke (Charlottenburg, 1930) é um matemático alemão, que trabalha com geometria.
Sulanke frequentou o Kaiserin-Auguste-Gymnasium em Charlottenburg e estudou depois do Abitur a partir de 1949 inicialmente química e depois matemática na Universidade Humboldt de Berlim. Após obter o diploma em 1955 foi wissenschaftlicher Assistent na Universidade Humboldt de Berlim, onde obteve em 1960 um doutorado com a tese Integralgeometrie ebener Kurvennetze, orientado por Hans Reichardt, e foi depois da habilitação em 1964 docente em 1966, e foi em 1975 professor de geometria, onde aposentou-se em 1995.

## Obras
- com Peter Wintgen: Differentialgeometrie und Faserbündel (= Hochschulbücher für Mathematik. Volume 75). Deutscher Verlag der Wissenschaften, Berlim 1972
- com Arkady Onishchik: Algebra und Geometrie. 2 Volumes (= Hochschulbücher für Mathematik. Volumes 87 e 88). 2.ª Edição, Deutscher Verlag der Wissenschaft, Berlim 1986, 1988.
- com Arkady Onishchik: Projective and Cayley-Klein Geometries, Springer 2006